# Treibladungsbeutel

Animiertes Funktionsprinzip eines Geschützturmes. Zum Geschoss werden vier Beutel mit Treibladungspulver geladen.

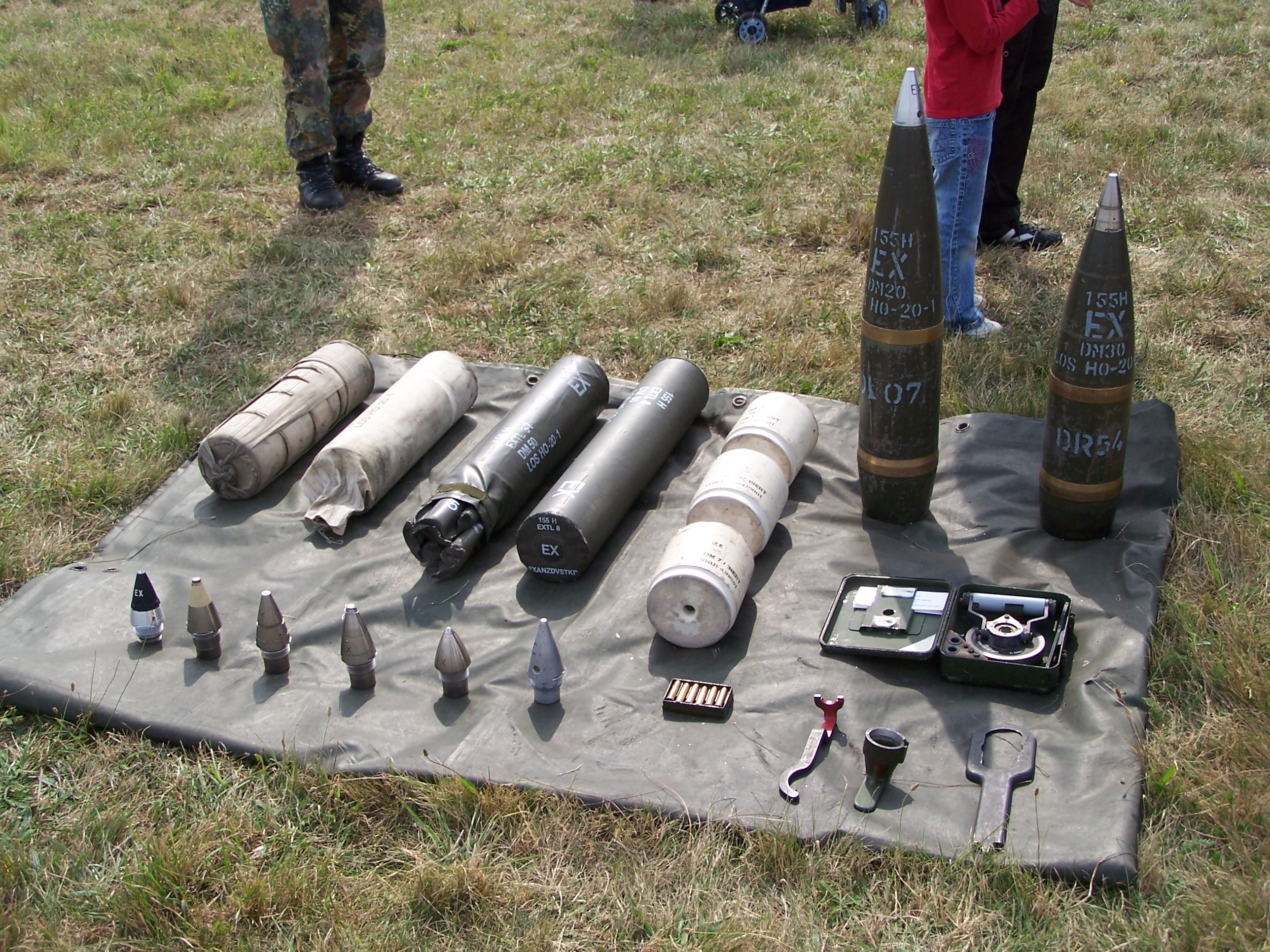
Exerziergeschosse und Treibladungen für die Panzerhaubitze 2000. Links vorne verschiedene Zünder, dahinter die Treibladungen und Treibladungsanzünder. Rechts davon die Geschosse. Davor Zündersteller (im Kasten) sowie Zünderschlüssel.

Treibladungsbeutel (altertümlich Kartuschbeutel) werden in der Artillerietechnik verwendet, um den Ladevorgang eines Geschützes zu vereinfachen.

## Beschreibung
Das Treibladungspulver  wird dazu portioniert in Kunstseide-Beutel eingenäht. Bei größeren Beuteln wie der Schiffsartillerie ist ein doppelter Boden angebracht, in dessen Zwischenraum Schwarzpulver als Anzündhilfe und Verstärkerladung eingenäht ist. Die gesamte Treibladung ist oft in mehrere kleinere Beutel weiter aufgeteilt. Jeder Beutel ist mit einer definierten Menge einer bestimmten Pulversorte in bestimmten Körnungsbeschaffenheit (z. B. „Nudeln“, „Makkaronis“, Stangen, Stangenpulver, Fünflochstangen) gefüllt. Die Treibladungsbeutel verbrennen weitgehend rückstandsfrei.
Aus der stärksten Ladung werden auf Kommando der Feuerleitung vor dem Laden vom Munitionskanonier einzelne Ladungsbeutel entnommen, wenn nach Maßgabe der Schusstafel die maximale Schussentfernung nicht benötigt wird. Die zu verschießenden Treibladungsbeutel werden dann entweder direkt in den Ladungsraum des Geschützes hinter das Geschoss eingebracht oder in Kartuschen eingelegt.

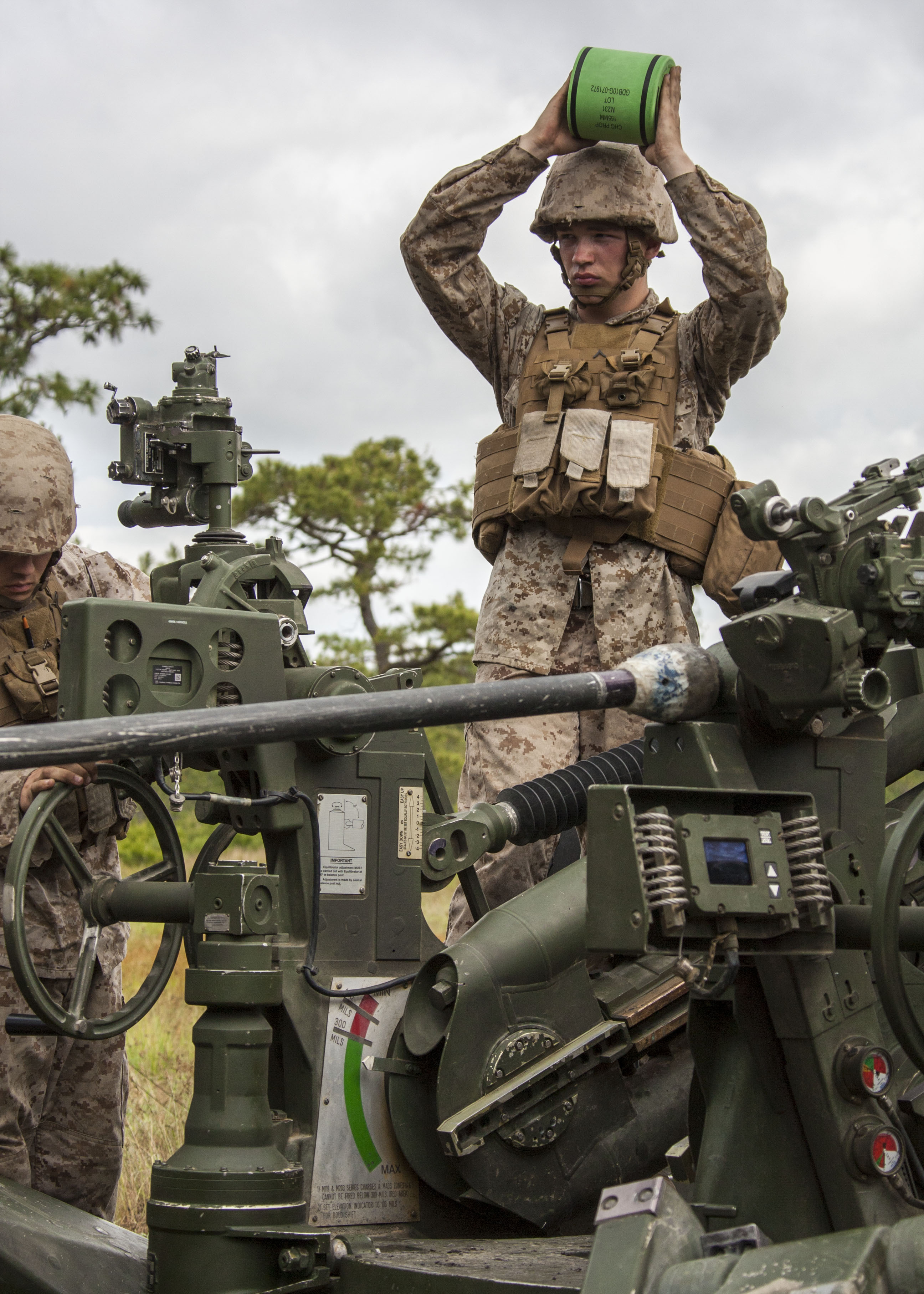
Geschützexerzieren: Präsentieren der Ladung.
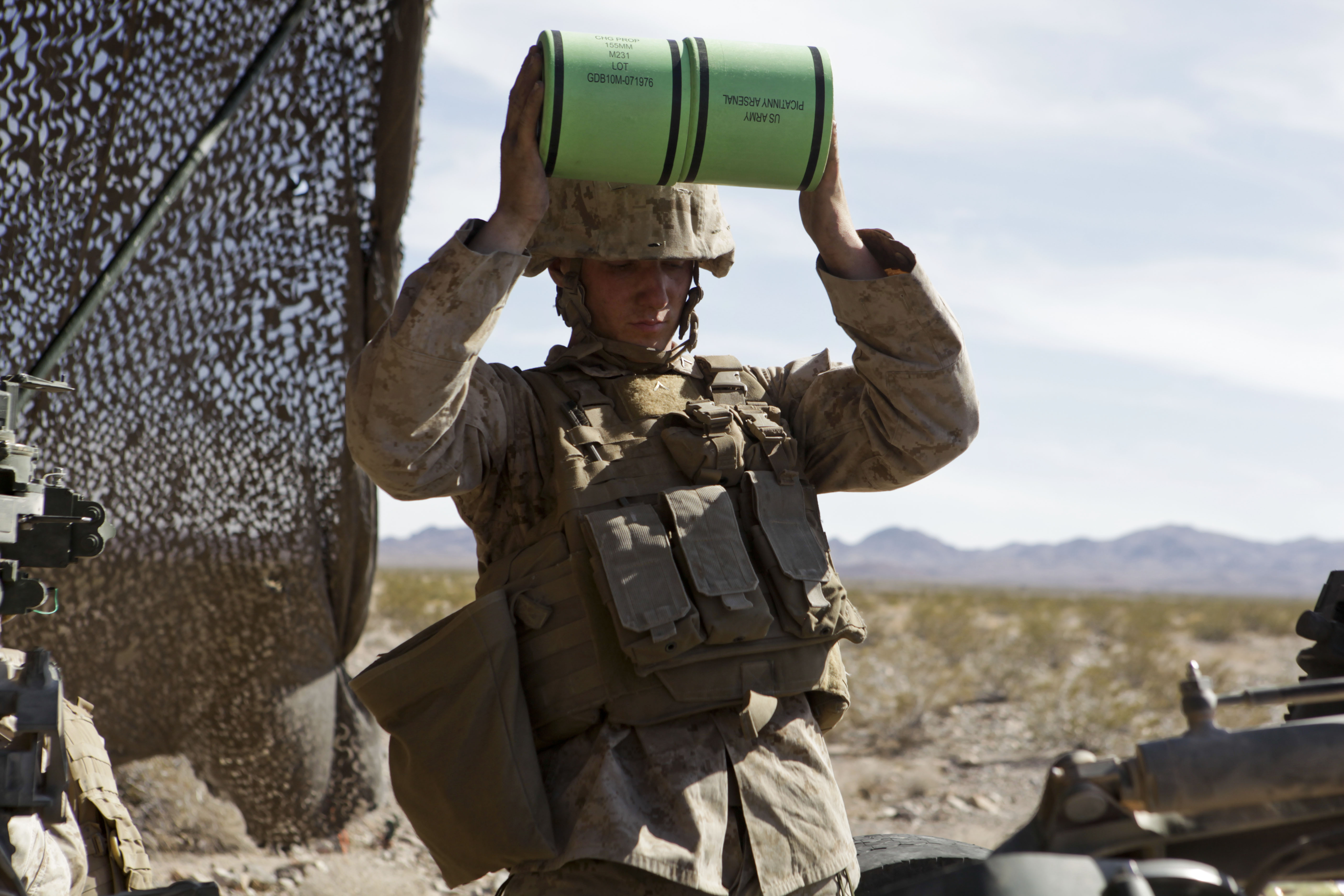
Geschützexerzieren: Präsentieren der Ladung.
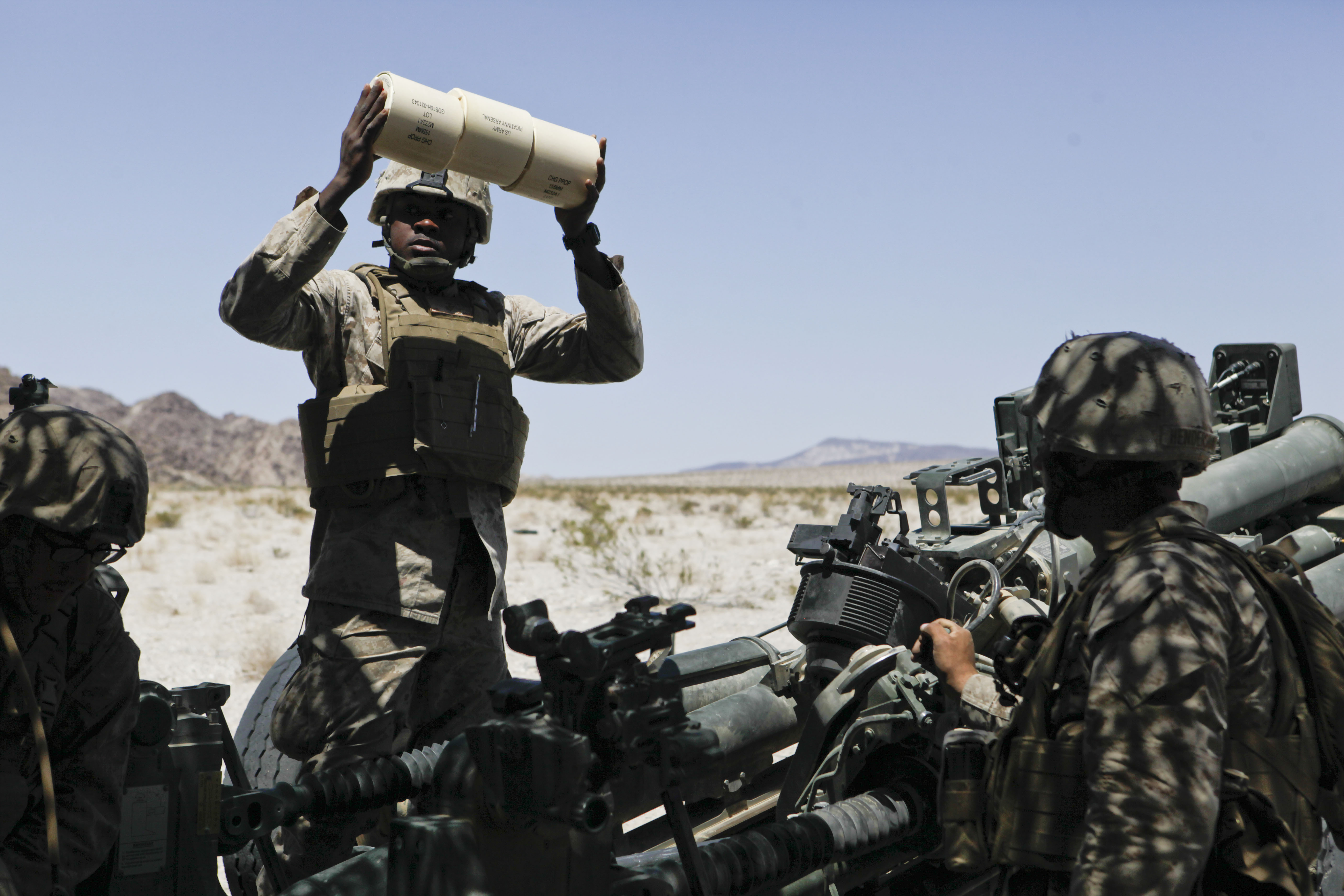
Geschützexerzieren: Präsentieren der Ladung.
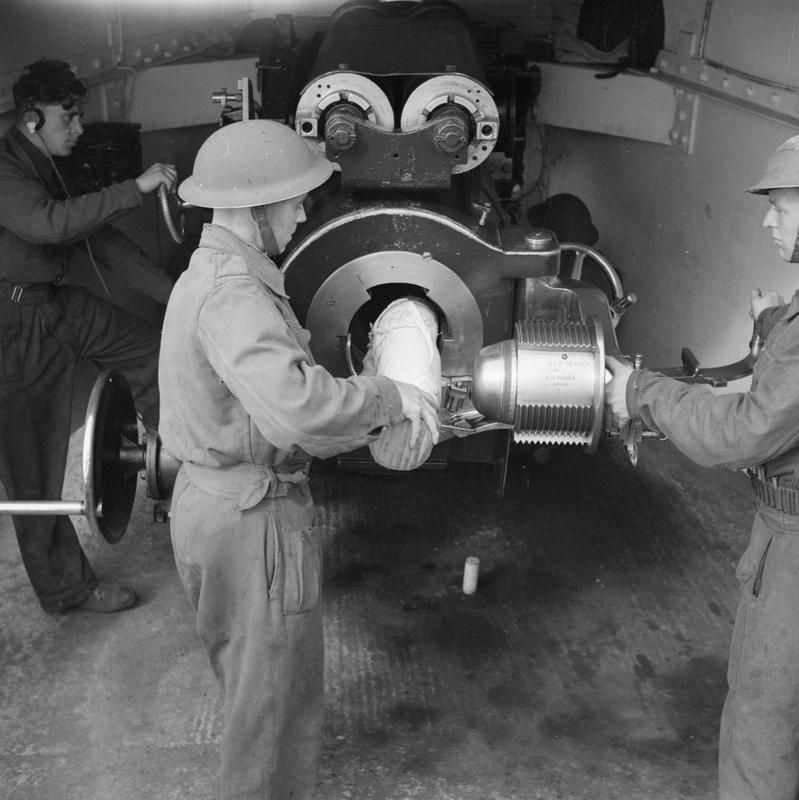
Laden der Treibladungsbeutel

Für vorbereitete Ladungen, die bereits in Hülsen portioniert wurden, ist der Begriff Kartusche bekannt. Siehe dazu: